# WCCO中波台
WCCO-AM ( 830 AM )，是位于明尼苏达州明尼阿波利斯的一家中波广播电台，目前由企通传播公司 (英语: Entercom) 持有，是明尼苏达州覆盖面最广的电台之一。该电台全天24小时播放新闻和谈话节目，每到整点会播放报时信号。该电台的绝大部分新闻节目由CBS提供，谈话节目则由本台制作。
WCCO是美国中西部地区发射功率最大的中波电台之一，发射功率为50千瓦，可覆盖明尼苏达州和威斯康星州大部、艾奥瓦州北部和伊利诺伊州西部。